# Ladislav Hlaváček
Ladislav Hlaváček (26. červen 1925 – 21. duben 2014) byl český fotbalista, československý reprezentant a účastník mistrovství světa roku 1954 ve Švýcarsku (sehrál oba zápasy ve skupině, proti Rakousku i Uruguayi). Za československou reprezentaci odehrál 15 zápasů a v nich dal 5 gólů. V československé lize vybojoval dvakrát mistrovský titul, jednou se Slavií Praha (1948) a jednou s Duklou Praha (1956). Do Slavie přišel z AFK Kolín, působil v ní v letech 1948–1952. Za Slavii sehrál 178 utkání, ve kterých vstřelil 148 branek.